# Notoligotomidae
Notoligotomidae (лат.) — семейство эмбий.

## Описание
Самцы обычно крылатые. Концевые сегменты левого церка частично или полностью слиты с базальными сегментами. Основные членики задних лапок часто имеют две вентральные папиллы. Предпочитают теплые места. Строят свои паутинные галереи на коре с лишайниками, на ветвях и камнях.

## Распространение
Юго-восточная Азия, Австралия.

## Классификация
2 рода, один современный (с двумя видами) и один ископаемый с одним видом из бирманского янтаря. Иногда к этому семейству относят членов семейства Australembiidae в качестве отдельного подсемейства Australembiinae. В 2012 году Ptilocerembia был выделен в отдельное семейство Ptilocerembiidae.
- Род †Burmitembia Cockerell, 1919 (подсемейство †Burmitembiinae Engel & Grimaldi, 2006)
  - †Burmitembia venosa Cockerell, 1919
- Род Notoligotoma Davis, 1936 (подсемейство Notoligotominae Davis, 1940)
  - Notoligotoma hardyi (Friederichs, 1914) — Австралия
  - Notoligotoma nitens Davis, 1936 — Австралия
- Род Ptilocerembia
  - Ptilocerembia roepkei Friederichs, 1923 — Индонезия (Ява, Суматра)
  - Ptilocerembia roepkei dimidiata Friederichs, 1934 — Индонезия (Ява)